# Hamnet
Hamnet är en amerikansk biografisk dramafilm, som har en planerad premiär i september 2025 på Toronto International Film Festival. Filmen är regisserad av Chloé Zhao efter ett manus skrivet av Zhao och Maggie O'Farrell.

## Handling
Filmen berättar om Agnes, William Shakespeares hustru, som kämpar med att hantera förlusten av sin ende son, Hamnet. Filmen är en mänsklig och hjärtskärande historia som utgör bakgrunden till skapandet av Shakespeares mest berömda pjäs, Hamlet.

## Rollista (i urval)
- Jessie Buckley - Agnes Shakespeare
- Paul Mescal - William Shakespeare
- Joe Alwyn - Bartholomew
- Emily Watson - Mary Shakespeare
- Jacobi Jupe - Hamnet Shakespeare
- Jack Shalloo - Marcellus
- David Wilmot - John